# 法國電視
法國首次播出電視節目是在1931年，這使得法國成為世界上最早播出電視的國家之一。2005年開始，法國開始播出數位電視訊號的電視節目。和其他歐洲國家一樣，法國採用DVB-T作為數位電視播出制式。法國電視行業的特徵之一是免費電視在電視市場特徵中佔有較大的份額；而另一主要特徵則是公共電視在電視產業中擁有重要的地位。2012年時，法國收視率前四位的電視台分別是法國電視一台、法國電視二台、法國電視六台和法國電視三台，其中法國電視2台和法國電視3台都是公共電視台。

## 外部連結
- TVNT website （页面存档备份，存于）
- France 24 Website Archive-It的存檔，存档日期2014-10-15
- France 24 (French)